# Prisoners in Paradise
Prisoners in Paradise es el quinto álbum de estudio de la banda sueca de hard rock Europe. Fue lanzado el 23 de septiembre de 1991, por Epic Records.

## Recepción
Desde el punto de vista comercial, marcó un notorio declive en la popularidad de la banda, motivado en gran medida a la aparición de nuevas agrupaciones de rock alternativo, las cuales tenían un sonido mucho más crudo y directo.
Un aspecto fundamental para el escaso éxito del disco derivó en que salió a la venta de una forma prácticamente simultánea con el célebre álbum Nevermind de Nirvana, (publicado apenas un día después, el 24 de septiembre de 1991), con  sus posteriores e influyentes sencillos. Además, a esto debemos sumarle el éxito del álbum Blood Sugar Sex Magik, de los Red Hot Chili Peppers, con sus sencillos "Give It Away" y "Under the Bridge". Estos discos definieron en mucho las tendencias musicales de la época. De esta manera el género glam metal perdió popularidad y con ello se le restó atención a la banda sueca Europe.
Por lo tanto, Prisoners in Paradise no tuvo las ventas esperadas a pesar de conservar la misma calidad y la elaborada composición de sus dos álbumes previos. Con él, Europe se tomó un largo descanso de 12 años para volver a reunirse en un estudio de grabación.
Este disco se caracterizó por la gran colaboración de compositores invitados, en lugar del aporte habitual de Joey Tempest en todas las canciones. Entre ellos destacan el músico británico Nick Graham, el canadiense Jim Vallance y la cantante estadounidense Fiona.

## Lanzamientos
De este trabajo discográfico se extrajeron tres sencillos y vídeos musicales: el auto titulado "Prisoners in Paradise " (N.º 8 en listados de Suecia) y dos éxitos menores en el Reino Unido, "I'll Cry for You" y "Halfway to Heaven" (N.º 28 y N.º 42 respectivamente en el UK Singles Chart).
En 2001, a diez años de su edición original, el álbum fue relanzado en formato de CD por la etiqueta Spitfire Records (adquirida por Epic Records ese año), con dos bonus tracks hasta entonces inéditos: "Mr. Government Man" y "Long Time Coming", grabados a inicios de la década de los 90´s. Ambos temas también fueron incluidos en el recopilatorio Rock the Night: The Very Best of Europe de 2004.

## Lista de canciones
1. "All or Nothing" (Eric Martin, Andre Pessis, Joey Tempest) – 3:54
2. "Halfway to Heaven" (Tempest, Jim Vallance) – 4:06
3. "I'll Cry for You" (Tempest, Bob Mitchell, Nick Graham) – 5:21
4. "Little Bit of Lovin'" (Tempest, Kee Marcello, Vallance) – 4:48
5. "Talk to Me" (Mark Spiro, Mic Michaeli, Tempest) – 4:06
6. "Seventh Sign" (Tempest, Bill Wolfer, Dean Pitchford, Marcello, Michaeli) – 4:42
7. "Prisoners in Paradise" (Tempest, Dennis Lambert, Peter Beckett) – 5:36
8. "Bad Blood" (Tempest, John Parker, Michaeli, Marcello, Beckett) – 4:19
9. "Homeland" (Tempest, Desmond Child, Michaeli, Marcello) – 4:51
10. "Got Your Mind in the Gutter" (Tempest, Beau Hill, Marcello, Vallance) – 4:59
11. "'Til My Heart Beats Down Your Door" (Brian McDonald, Fiona, Tempest, Geoff Robertson, Michaeli) – 3:47
12. "Girl from Lebanon" (Tempest, Vallance) – 4:20

## Personal
- Joey Tempest – vocal
- Kee Marcello – guitarras
- John Levén – bajo, guitarra
- Mic Michaeli – teclado
- Ian Haugland – batería
- Nate Winger – Coros
- Paul Winger – Coros

### Producción e ingeniería
- Beau Hill – Productor, mezcla
- Jimmy Hoyson – Ingeniería, mezcla
- Martin Horenburg – Asistente de ingeniería
- Ted Jensen – Masterización
- Jeff Katz – Fotografía
- Mark Wilkinson – Ilustraciones
- Tony Sellari –  Diseño de arte

- Datos: Q1497576